# Golpe de Pequim (1976)
O Golpe de Pequim, também conhecido Incidente de Huairentang ou como Golpe de 6 de Outubro foi um golpe ocorrido em 6 de outubro de 1976, liderado por Hua Guofeng, então vice-presidente do Partido Comunista Chinês, primeiro-ministro do Conselho de Estado e Ministro da Segurança Pública, em colaboração com Ye Jianying, vice-presidente do Comitê Central do Partido Comunista Chinês, vice-presidente da Comissão Militar Central e Ministro da Defesa, e Wang Dongxing, membro do comitê do Politburo do PCC. Durante o golpe, foram presos cinco altos funcionários do governo chinês, incluindo a Gangue dos Quatro e Mao Yuanxin, sobrinho de Mao Tsé-tung. 
Após a prisão, Hua Guofeng foi nomeado presidente interno do PCC e presidente interino da Comissão Militar Central, terminando assim a Revolução Cultural iniciada por Mao Tsé-tung. Um tempo depois, a Gangue dos Quatro e seus seguidores foram expurgados da política e processados criminalmente.

## Antecedentes
Após a morte de Mao Zedong, um vácuo de poder foi criado dentro do Partido Comunista Chinês, levando várias facções internas a tentarem preenchê-lo. Uma dessas facções era a Gangue dos Quatro, representada por Jiang Qing, Zhang Chunqiao, Yao Wenyuan, Wang Hongwen e Mao Yuanxin. Esses revolucionários eram, em sua maioria, produtos da Revolução Cultural e apresentavam enormes diferenças em suas linhas de pensamento, o que tornava as lutas internas ainda mais ferozes.

## Movimentações
Em 10 de setembro de 1976, um dia após a morte de Mao Tsé-tung, Wang Hongwen instruiu sua equipe a notificar todas as províncias, municípios e regiões autônomas para que alertassem em tempo hábil sobre problemas importantes que surgissem. No dia seguinte, sem o conhecimento do Politburo do Partido Comunista da China, criou uma 'Sala de Trabalho do Gabinete Geral do Comitê Central do PCC' em Zhongnanhai.
Hua Guofeng tomou conhecimento dessa situação por meio de um telefonema de Zhang Pinghua, segundo secretário do Comitê Provincial do PCC de Hunan. Imediatamente, Hua notificou Wang Hongwen, em nome do Politburo, ordenando o fechamento da sala não autorizada e a substituição por uma controlada pelo Politburo. Além disso, o governo instruiu todas as localidades previamente contatadas a reportarem quaisquer problemas diretamente ao governo central, buscando instruções de Hua Guofeng.
Em 16 de setembro, Hua Guofeng convocou Li Xiannian, Wu De, Chen Xilian, Ji Dengkui, Chen Yonggui e outros membros do Partido Comunista Chinês para uma reunião na qual perguntou: 'Como resolver o problema da Gangue dos Quatro levantado por Ji Dengkui?' 
Nos dias seguintes, Hua Guofeng realizou uma série de reuniões com membros do Politburo. Em 2 de outubro, Mao Yuanxin ordenou o deslocamento de uma divisão de tanques da Região Militar de Shenyang para Pequim e instruiu as milícias de Xangai, Pequim e Tsinghua a ficarem de prontidão. Li Desheng, comandante da Região Militar de Shenyang, relatou essa movimentação a Ye Jianying, que imediatamente ordenou que as tropas retornassem às suas posições originais. Dois dias depois, Ye Jianying visitou Hua Guofeng em sua residência na Dongjiaomin Lane para discutir contramedidas.

## Prisões e consequências
Às 15h do dia 6 de outubro de 1976, o Gabinete Geral do Comitê Central do Partido Comunista Chinês notificou os membros do Comitê Permanente do Politburo para participarem de uma reunião no Huairen Hall, em Zhongnanhai. Quando Zhang Chunqiao, Wang Hongwen e Yao Wenyuan chegaram à sala de conferências, foram informados de que seriam colocados em quarentena para revisão. Wang Hongwen tentou resistir, mas foi controlado, assim como Zhang Chunqiao. Yao Wenyuan, por sua vez, apenas disse: 'Vamos' e seguiu os soldados. Jiang Qing foi isolada no Edifício 201, a oeste de Zhongnanhai. Após as detenções, Hua Guofeng realizou uma reunião de emergência com o Politburo do Comitê Central durante a noite na residência de Ye Jianying.
No dia 18 de outubro, o Comitê Central emitiu o 'Aviso sobre o Incidente do Grupo Antipartido de Wang Hongwen, Zhang Chunqiao, Jiang Qing e Yao Wenyuan'. O documento exigia que uma série de instruções emitidas por Mao Zedong, que criticavam a Gangue dos Quatro, fosse transmitida a todos os membros do partido, explicando o processo da luta contra o grupo. Além disso, orientava o lançamento de um 'movimento para expor e criticar a Gangue dos Quatro'.
Em 24 de outubro de 1976, civis em Pequim organizaram uma grande celebração na Praça da Paz Celestial para comemorar a destruição da Gangue dos Quatro. 
Em julho de 1977, durante a Terceira Sessão Plenária do Comitê Central do Partido Comunista da China, foi decidido expulsar Wang Hongwen e Zhang Chunqiao do partido, além de revogar a filiação e os cargos de Jiang Qing e Yao Wenyuan, tanto dentro como fora do partido.